# Веркамер, Франсис
Франсис Веркамер (фр. Francis Vercamer) — французский политик, бывший депутат Национального собрания Франции, член партии Союз демократов и независимых, мэр города Ам.

## Биография
Родился 10 мая 1958 г. в городе Лилль (департамент Нор). На выборах в Национальное собрание 2007 г. выиграл голосование по 7-му избирательному округу департамента Нор, получив 50,26 % голосов. Во время  выборов в Национальное собрание 2012 г. в третий раз избран депутатом Национального собрания, получив во 2-м туре 55,07 % голосов.
На  выборах в Национальное собрание 2017 г. в четвертый раз одержал победу в 7-м избирательном округе департамента Нор, получив во 2-м туре 53,52 % голосов. 8 июля 2017 г. ушел в отставку с поста мэра Ама. В Национальном собрании стал членом комиссии по социальным вопросам.
После отставки Мориса Леруа 15 января 2019 Франсис Веркамер был избран вице-президентом Национального собрания; срок его полномочий истек 1 октября 2019 года. 
В марте 2020 года Франсис Веркамер решил вновь участвовать в муниципальных выборах в городе Ам. Возглавляемый им правый блок легко победил в 1-м туре с 79,38 % голосов, и 23 мая 2020 года он был вновь избран мэром Ама. Так как совмещать две выборные должности в соответствии с закодательством невозможно, ему пришлось выбирать, и 2 июня 2020 года он сдал мандат депутата Национального собрания. 

## Занимаемые выборные должности
20.03.1989 — 18.06.1995 — член муниципального совета города Ам

19.06.1995 — 03.12.1998 — вице-мэр города Ам 

04.12.1998 — 08.07.2017 — мэр города Ам 

19.06.2002 — 22.06.2020 — депутат Национального собрания Франции от 7-го избирательного округа департамента Нор 
 
c 23.05.2020 — мэр города Ам